# Lake Verkhneye
Der Lake Verkhneye (englisch; russisch Озеро Верхнее Osero Werchneje, deutsch ‚Oberer See‘) ist ein See an der Ingrid-Christensen-Küste des ostantarktischen Prinzessin-Elisabeth-Lands. In den Vestfoldbergen liegt er 2 km nordöstlich des Krok Lake.
Luftaufnahmen entstanden bei der US-amerikanischen Operation Highjump (1946–1947), bei einer sowjetischen Antarktisexpedition im Jahr 1956 sowie zwischen 1957 und 1958 im Zuge der Australian National Antarctic Research Expeditions. Das Antarctic Names Committee of Australia übertrug die russische Benennung ins Englische.